# 가모역 (후쿠오카현)
가모역(일본어: 賀茂駅)은 일본 후쿠오카현 후쿠오카시 사와라구 가모 3초메에 소재하는 후쿠오카 시 교통국 지하철 나나쿠마 선의 역이다. 역 번호는 N03이다.
역의 심벌 마크는 가모 신사의 전설에 나오는 가나쿠주 강의 메기이다. 역 식별 색은 ■DIC-455로, 나나쿠마 역과 공통이다.

## 역 구조
섬식 승강장 1면 2선의 지하역이다.

### 승강장
| 1 | ■나나쿠마 선 | 후쿠다이 앞・롯폰마쓰・야쿠인・덴진미나미 방면 |
| 2 | ■나나쿠마 선 | 하시모토 방면                                  |

## 이용 상황
2015년도의 1일 평균 승차 인원은 2,698명이다.
개통 이후 1일 평균 승차 인원의 추이는 아래 표와 같다.
| 연도   | 1일 평균 승차 인원 |
| ------ | ------------------ |
| 2004년 | 1,387              |
| 2005년 | 1,406              |
| 2006년 | 1,714              |
| 2007년 | 1,842              |
| 2008년 | 1,949              |
| 2009년 | 2,099              |
| 2010년 | 2,197              |
| 2011년 | 2,321              |
| 2012년 | 2,402              |
| 2013년 | 2,541              |
| 2014년 | 2,665              |
| 2015년 | 2,698              |

## 역 주변
- 가나쿠주 강
- 국도 제202호선 후쿠오카 외곽 환상 도로
- 가모 신사
- 후쿠오카 의료 단기 대학
- 후쿠오카 치과 대학
- 후쿠오카 시립 가모 초등학교
- 후쿠오카 시립 지로마루 중학교
- 후쿠오카 시립 다구마 초등학교

## 역사
- 2005년 2월 3일: 영업 개시.

## 인접역
| 후쿠오카 시 교통국 ■ 지하철 나나쿠마 선 | 후쿠오카 시 교통국 ■ 지하철 나나쿠마 선 | 후쿠오카 시 교통국 ■ 지하철 나나쿠마 선 |
| --------------------------------------- | --------------------------------------- | --------------------------------------- |
| N02 지로마루 하시모토 방면              |                                         | 노케 N04 덴진미나미 방면                |